# Brüll Lipót
Brüll Lipót (Arad, 1811 – Bécs, 1881. április 7.) hitközségi elnök, kereskedő. Brüll Adél („Léda”) nagyapja.

## Élete
Nagy része volt Nagyvárad kereskedelmi életének fejlesztésében. 1844-ben vette feleségül Mihelfy Sámuel nagykereskedő Regina († 1901) nevű lányát. Brüll Lipót vállalkozásait feltehetően a hozománnyal alapozta meg. A város tekintélyes polgárává vált. A nagyváradi Kereskedelmi Csarnokot, ami a kereskedők és nagyiparosok szervezete volt, 12 éven át elnökölte. 1868-ban a helyi Gőzmalom és Szeszgyári Rt. választmányába került be. Érettségit adó kereskedelmi iskolát alapított. Elfogadottságát jellemzi, hogy tagja volt a Bihar Megyei Nemzeti Kaszinónak. Az 1870. február 9-én megalakult nagyváradi neológ hitközség elnökévé választották. Az osztrák fővárosban hunyt el, három nappal később, 1881. április 10-én temették el Nagyváradon a várad-velencei izraelita sírkertben. Sámuel nevű fiára, Léda apjára nagy vagyont hagyott de ő tőzsdén elvesztette azt.